# Francette Marquis
 (juin 2021).
La mise en forme du texte ne suit pas les recommandations de Wikipédia : il faut le « wikifier ».
Les points d'amélioration suivants sont les cas les plus fréquents :
- Les titres sont pré-formatés par le logiciel. Ils ne sont ni en capitales, ni en gras.
- Le texte ne doit pas être écrit en capitales (les noms de famille non plus), ni en gras, ni en italique, ni en « petit »…
- Le gras n'est utilisé que pour surligner le titre de l'article dans l'introduction, une seule fois.
- L'italique est rarement utilisé : mots en langue étrangère, titres d'œuvres, noms de bateaux, etc.
- Les citations ne sont pas en italique mais en corps de texte normal. Elles sont entourées par des guillemets français : « et ».
- Les listes à puces sont à éviter, des paragraphes rédigés étant largement préférés. Les tableaux sont à réserver à la présentation de données structurées (résultats, etc.).
- Les appels de note de bas de page (petits chiffres en exposant, introduits par l'outil «  Source ») sont à placer entre la fin de phrase et le point final[comme ça].
- Les liens internes (vers d'autres articles de Wikipédia) sont à choisir avec parcimonie. Créez des liens vers des articles approfondissant le sujet. Les termes génériques sans rapport avec le sujet sont à éviter, ainsi que les répétitions de liens vers un même terme.
- Les liens externes sont à placer uniquement dans une section « Liens externes », à la fin de l'article. Ces liens sont à choisir avec parcimonie suivant les règles définies. Si un lien sert de source à l'article, son insertion dans le texte est à faire par les notes de bas de page.
- La présentation des références doit suivre les conventions bibliographiques. Il est recommandé d'utiliser les modèles {{Ouvrage}}, {{Chapitre}}, {{Article}}, {{Lien web}} et/ou {{Bibliographie}}. Le mode d'édition visuel peut mettre en forme automatiquement les références.
- Insérer une infobox (cadre d'informations à droite) n'est pas obligatoire pour parachever la mise en page.

Pour une aide détaillée, merci de consulter Aide:Wikification.
Si vous pensez que ces points ont été résolus, vous pouvez retirer ce bandeau et améliorer la mise en forme d'un autre article.
Pour les articles homonymes, voir Marquis (homonymie).
Francette Marquis, née le 27 septembre 1927 à Wizernes (Pas-de-Calais) et morte le 19 janvier 2020 à L'Isle-Adam (Val-d'Oise), est une réalisatrice française de films documentaires et institutionnels.

## Biographie
Dès les années 1960, dans le giron de la société de production France Sagittaire Films, Francette Marquis produit, co-produit et réalise principalement des films documentaires de court-métrage avec une prédominance pour les sujets touristiques, économiques, environnementaux et écologiques. La saveur « bio » de ses films, caractérisée par cette sensibilité tournée vers l'environnement, place la réalisatrice dans un discours qu'on peut qualifier de précurseur pour l'époque.
Ainsi, le 8 juin 1973, le court-métrage environnementaliste de 15 minutes Donnez-moi la Terre (1972) est présenté en sélection officielle au premier Festival international du film sur l'environnement humain à Montréal, au Canada, en compagnie d'autres films de la Belgique, du Canada, des États-Unis, de la Roumanie et de la Suède.

### Quelques œuvres
Tourné à Bonifacio et à Corte, le court-métrage En passant... par la Corse (1969) se présente comme une carte postale expédiée de l'Île de Beauté vers le continent. Sur des commentaires et des arrangements musicaux de l'ethnomusicologue Félix Quilici, on y croise la Chorale Corse A Cirnea qui interprète des chants traditionnels du répertoire vocal corse en s'accompagnant d'authentiques instruments locaux. Le film, aux couleurs chatoyantes (grâce au chef-opérateur Arthur Raimondo), est un voyage musical, chanté et historique qui met en valeur le caractère patrimonial de l'île.
En 1970, le film Les chances de l'Alsace interroge la crise du système industriel que traverse la région Alsace à cette époque. À travers repérages et rencontres, la réalisatrice constate cependant que la région regorge de ressources aussi bien humaines que naturelles. Ce qui explique finalement les « chances » du titre.
À la croisée des chemins (1974) offre une réflexion sur la surexploitation des ressources naturelles par l'homme. Si les lois fondamentales de l'équilibre naturel ne sont plus respectées, si la biodiversité est mise en danger, si les principes d'adaptabilité et d'interdépendance sont ignorés, l'homme ne se dirige-t-il pas vers un anti-progrès ? Comment gérer la démographie galopante et la répartition des ressources pour y faire face ? Le niveau de vie s'accroît d'un côté, mais les inégalités et le gaspillage ne s'accentuent-ils pas de l'autre ? C'est donc après avoir posé ces questions que le film nous situe « à la croisée des chemins » et nous exhorte à une prise de conscience écologique afin d'opérer une mutation grâce à laquelle science et technologie puissent progresser vers un avenir plus respectueux de l'environnement pour notre bien-être à tous.
S'intéressant toujours aux déséquilibres environnementaux, Quand, à la terre, les eaux se mêlent... (1977) aborde cette fois le problème de la surexploitation de l'eau. Après avoir fait le tour des régions de France où dominent les milieux humides (Camargue, Marais Poitevin, etc.), la réalisatrice appelle à la sauvegarde des réserves d'eau et aux moyens à mettre en œuvre pour assurer la pérennité de cette ressource essentielle à l'écologie, aussi bien qu'à l'économie. 

### Films d'entreprise
Dans les années 1980, Francette Marquis réalise surtout des films d'entreprise commandités, entre autres, par l'Association pour la diffusion de la pensée française (ADPF) ou Électricité de France (EDF). Ainsi, L'électricité, mieux qu'une énergie (1988) est une sorte de publireportage filmé essentiellement sur le stand de Gaz de France à la Foire de Paris.

## Filmographie
- 1968 : Première ascension, co-réalisé avec Henri Antoine
- 1969 : Le pays des marguerites, co-réalisé avec Henri Antoine, commentaire dit par Jean Desailly
- 1969 : En passant... par la Corse[3], co-réalisé avec Henri Antoine, commentaire et arrangements musicaux de Félix Quilici, chants et instruments par la Chorale Corse A Cirnea
- 1970 : Les chances de l'Alsace (ou L'Alsace économique), co-réalisé avec Henri Antoine
- 1972 : Donnez-moi la Terre[10], co-réalisé avec Henri Antoine
- 1974 : À la croisée des chemins[6], co-réalisé avec Henri Antoine
- 1977 : Quand, à la terre, les eaux se mêlent... (ou Il n'y a pas de vie sans eau)[7], co-réalisé avec Henri Antoine
- 1978 : Modulations, co-réalisé avec Henri Antoine, commandité par Électricité de France (EDF)
- 1981 : L'énergie (ou Énergie = vie)[8], co-produit par l'Association pour la diffusion de la pensée française (ADPF)
- 1983 : Des formes, matières, couleurs, co-réalisé avec Jean Hamon, commandité par Électricité de France (EDF)
- 1987 : Hydro... dynamisme, co-réalisé avec Jean Hamon, commandité par Électricité de France (EDF)
- 1988 : L'électricité, mieux qu'une énergie (ou L'électricité pour la vie)[11], co-réalisé avec Jean Hamon, commandité par Électricité de France (EDF)